# Novosilkî, Manevîci
Novosilkî (în ucraineană Новосілки) este un sat în comuna Komarove din raionul Manevîci, regiunea Volînia, Ucraina.

## Demografie
Componența lingvistică a localității Novosilkî
     Ucraineană (100%)
Conform recensământului din 2001, toată populația localității Novosilkî era vorbitoare de ucraineană (100%).